# Pädoaudiologie
Pädoaudiologie ist die pädagogisch orientierte Wissenschaft vom Hören.
Pädoaudiologie war 1953 (bei The International Course in Paedo-Audiology in Groningen) noch gleichbedeutend mit Pädaudiologie und wurde von pädagogischer Seite als Begriff im Jahr 1959 durch den Heidelberger Gehörlosen- bzw. Schwerhörigenpädagogen und späteren Professor Armin Löwe geprägt und in den pädagogischen und fachwissenschaftlichen Sprachgebrauch eingeführt. 
Im Einzelnen ist unter Pädoaudiologie  die Früh-Erkennung, Früh-Erfassung, Früh-Betreuung und Früh-Förderung hörgeschädigter Kinder im Elementarbereich gemeint.   
Da bei hörgeschädigten (= gehörlosen und schwerhörigen) Kleinkindern für Sprachanbahnung, Sprachaufbau und Sprachausbau keine Zeit verloren gehen darf, muss so früh wie nur irgend möglich der Hörstatus mit dem Hörverlust erkannt und mit der sprachlichen Förderung durch Fachpädagogen unverzüglich begonnen werden.  
Erst später wurde rein fachmedizinisch ein ähnlicher Fachbegriff entwickelt: Pädaudiologie, der sich teilweise an dem Ausdruck "Pädoaudiologie" orientierte. Um Verwechslungen zu begegnen, verwenden Fachleute heute den Ersatzbegriff pädagogische Audiologie, der sich inzwischen in der Fachliteratur allgemein durchgesetzt hat.